# Pucará de Angastaco
El pucará de Angastaco es un sitio arqueológico correspondiente a un pucará incaico. Se ubica en el sector medio de los valles Calchaquíes, próximo a la sierra de La Apacheta, Salta, siendo el yacimiento más amplio del pequeño valle de Angastaco y su único pucará de filiación inca. Aunque es relativamente conocido en la literatura arqueológica, su existencia es ignorada por gran parte de la población, incluidos los lugareños. 

## Ubicación
Está estratégicamente emplazado sobre una pequeña meseta de laderas escarpadas, la cual se asienta cerca de la confluencia de los ríos Calchaquí y Angastaco. Su posición elevada lo dota de un amplio campo visual sobre las zonas circundantes.  La altura con respecto al nivel del mar es de aproximadamente 1920 metros. Otras fuentes lo ubican a 1862 metros. Dentro de la organización administrativa inca, estuvo encuadrado en el Collasuyo.

## Arquitectura

### Fuerte
Se trata de un fuerte, también conocido como "Angastaco 1", conformado por una escasa cantidad de recintos y muros. Estas estructuras se hallan rodeadas por una muralla perimétrica. Adosados a la muralla, se pueden observar pequeños bastiones, ocasionalmente referidos como "atalayas". Se descubrieron fragmentos de cerámica incaica y los restos de una aparente chaquitaclla.

### Tambo y camino incaico
Al pie este de la meseta, existía un tambo. Excavaciones realizadas en 2005 encontraron restos metálicos, líticos y cerámicos, tales como platos, pucos, jarras y aríbalos. También se reportaron restos de huesos animales, por lo que es posible que sean evidencia de actividades domésticas asociadas a la preparación de comida. 
Entre la Finca Pucará y Angastaco se aprecia un tramo del camino inca, el cual mide un aproximado de 5 kilómetros de longitud. En ciertos segmentos se descubrieron apachetas y pequeñas plataformas; se ha sugerido que estas últimas fungían como puntos de descanso. La apacheta más grande se ubica a 2638 m s. n. m., el punto más alto, con dimensiones de 5,76 metros x 6,78. El camino continúa siendo utilizado en la actualidad.

## Función
El territorio de Angastaco era de carácter multiétnico, destacando la presencia de los gualfines y sichagastas. Por ello, era necesario levantar un centro capaz de administrar esta compleja realidad de una forma eficaz y segura, por lo que los incas construyeron el pucará de Angastaco. Sin embargo, la propia guarnición del pucará no estuvo compuesta por tropas de etnia quechua, sino chicha.
A pesar de su carácter fortificado, no se tiene evidencia de que haya sufrido algún ataque, por lo que se plantea que adicionalmente pudo haber servido para realzar la presencia inca ante las sociedades aldeanas nativas. Sus murallas fueron intencionalmente construidas para ser avistadas desde el fondo del valle, en contraste con otros pucarás preincaicos, los cuales buscaban camuflarse. Esto y su emplazamiento geográfico alimentaron su función como símbolo de dominación. 
Asimismo, se edificó en una zona apartada de asentamientos preexistentes, a manera de marcar diferencia entre los locales y el Imperio incaico.

## Estado actual
El estado general de las ruinas es malo. Las murallas del pucará, aunque todavía casi completas, están desmoronadas y afectadas por la maleza. Aun así, continúan siendo visibles incluso desde la Ruta Nacional 40, que transcurre por la localidad. Por su parte, el tambo se encuentra prácticamente destruido gracias a la edificación de un hospedaje, el avance de los campos agrícolas y la construcción de la Ruta 40, restando apenas algunos recintos reducidos a cimientos.